# 不颜帖木儿
不颜帖木儿（14世纪—1368年），又作卜颜帖木儿，元朝大臣，元顺帝时中书平章政事。
不颜帖木儿曾经担任陕西行台御史中丞。至正十一年（1351年），入为参知政事，分省山东，后拜为知枢密使事。至正二十七年（1367年），拜任中书省平章政事。至正二十八年（1368年）正月，改任御史大夫。在通州（今北京市通州区）和明军作战，战败被擒而死。